# Vidzeme

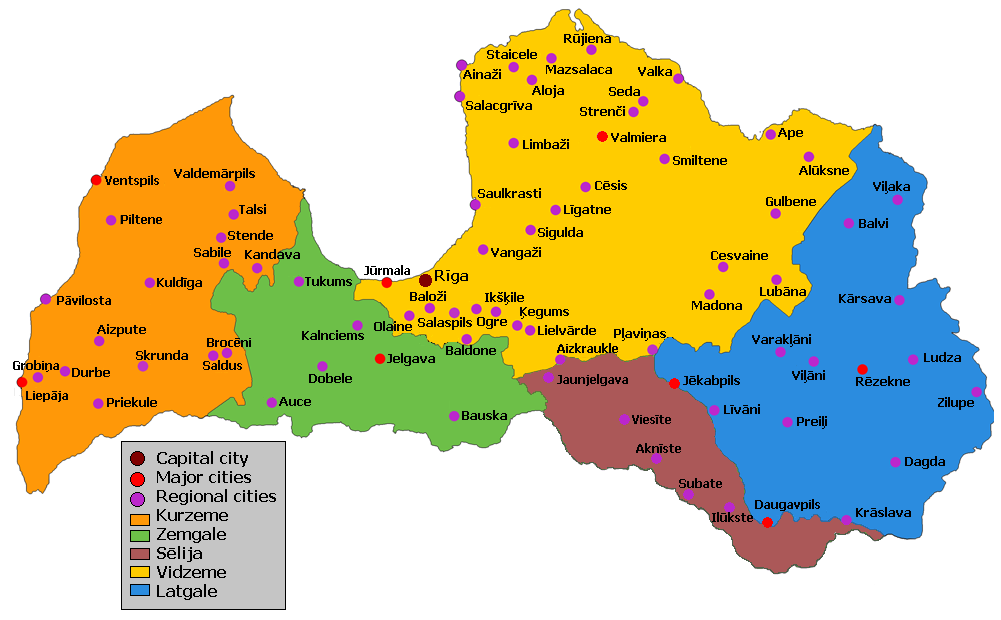
Région historique de la Lettonie : la Vidzeme est en jaune.

La Vidzeme (en letton la Terre du Milieu,,,, de vidus, « milieu », et zeme, « terre », car  elle correspond au centre de l'ancienne Livonie) est la région qui recouvre les régions Nord et Est de la Lettonie. Elle est constituée de collines de faible altitude.
Sa superficie est de 23 000 kilomètres carrés, soit 35 % de la Lettonie.

## Subdivisions administratives
Avant la réforme territoriale du 1er juillet 2009, cette région comprenait les Rajons suivant :
- Riga (y compris les Lielpilsēta de Riga et de Jurmala) ;
- Aluksnes ;
- Cēsis ;
- Gulbene ;
- Limbažu ;
- Madona ;
- Valka ;
- Valmiera.

Depuis 2009, la région est découpée en municipalités.